# Amancio Peratoner
Amancio Peratoner y Almirall (seudónimos: Gerardo Blanco y A. Blanco Prieto) (¿? - Barcelona, 1892), dramaturgo, traductor, escritor y erotómano español.

## Biografía
Poco se conoce sobre su vida. Fue concertista de clarinete, médico antiprostitucionalista y el mejor traductor de Zola del siglo XIX, posiblemente masón, así como un grafómano autor de incontables libros de divulgación médico-higiénica relacionados con el sexo y la prostitución (enfermedades venéreas) en tono cientifista, al margen de la corriente interpretación moral y religiosa, libros que le valieron cuantiosas ganancias. Se trata de un género literario intermedio entre el ensayo divulgativo y la narración novelada de historias clínicas extraídas de manuales de higiene franceses que a menudo no encubrían la función estimuladora de la libido de los lectores y lectoras, como manuales encubiertos de arte sexual, siempre adecuada y prolijamente ilustrados con grabados, muchos debidos al famoso Eusebio Planas. Empezó su producción de este tipo de infraliteratura en 1873 en tres editoriales distintas barcelonesas: Juan Pons, José Miret y los hermanos Jané. Trabajó también con la Casa Henrich desde 1881, pues es en ese año cuando publica esta su Biblioteca Peratoner. Su pseudónimo Peratoner se debía sin duda a que llegó a regentar la librería Peratoner & Pujol en las Ramblas de Barcelona.
Fue un prolífico refundidor, glosador, editor (publicó dos novelas eróticas de Francisco de Sales Mayo), compilador, plagiario o adaptador que también cultivaba la producción pseudo-sexológica sobre prostitución y fue también librero monográfico sobre esos temas en su establecimiento de la Rambla barcelonesa. En la década de los noventa fue desbancado en este género por V. Suárez Cassañ, que trabajó para la casa Maucci entre 1891 y 1893, aunque también es verdad que falleció, según se cree, en 1892.
Como traductor se le deben versiones de Émile Zola, Proudhon, Gustave Flaubert (Madame Bovary) (1875) y Jules Michelet. Tradujo asimismo y continuó la Historia de la prostitución (1877) de Pierre Dufour. Con su verdadero nombre publicó varias obras de creación, en particular piezas teatrales (El vino de Valdepeñas, 1872) y novelas bajo la estética del Naturalismo, como ¡¡Suicida!! : novela fisiológico-filosófica-original (1879) y Voluptas: estudio de malas costumbres (1879).
Su obra como erotómano puede dividirse entre obras de divulgación (o de supuesta divulgación) y recopilaciones de poemas eróticos. El primer grupo lo forman los textos que se presentan como traducciones (El conyugalismo o el arte de bien casar) y los manuales cuyos títulos, incluso abreviados, son de por sí un reclamo publicitario: Los peligros del amor, de la lujuria y el libertinaje en el hombre, en la mujer (1874), El culto al falo y a las demás divinidades presidentes a la generación entre los antiguos y los modernos (1875), Fisiología de la noche de bodas (1875), Historia del libertinaje desde la antigüedad más remota hasta nuestros días (1875), De la virginidad física o anatómica y de la que podría llamarse patológica, anormal o falsa (1876), El sexto no fornicar (1880), Extravíos secretos del bello sexo. Estudio médico-popular (1882), etc. Con frecuencia estos textos se continúan con un estudio que se presenta como muy sesudo pero que atañe a cuestiones que, a pesar del tinte científico, son buscadamente muy provocadoras: Fisiología de la noche de bodas.  Misterios del lecho conyugal [etc.] seguido de un estudio del célebre Dr. A. Tardieu, de suma utilidad para la práctica de la medicina legal en cuestiones de violación (estupro) y atentados contra el pudor, con dos grabados representando los órganos sexuales externos de la mujer en sus estados de virginidad y desfloración (1892).
El otro grupo de obras consiste en recopilaciones o antologías de poesía erótica, desde el muy madrugador Museo epigramático o colección de los más festivos epigramas (1864), hasta Venus picaresca. Nuevo ramillete de poesías festivas dedicadas a la juguetona musa de nuestros vates (1881, que anota, como reclamo, que “no va comprendida composición alguna de las que figuran en Venus retozona”). Entre ambos aparecen Venus retozona (1872), las Flores varias del Parnaso (1876) y los Juguetes y travesuras de ingenio de D. Francisco de Quevedo Villegas (1876), muy posiblemente atraído por el éxito de Eduardo Lustonó en ese tema.

## Obras

### Teatro
- Una estocada á tiempo; zarzuela en cuatro actos y en verso. Barcelona, Tip. de La Academia [1878]
- Maria Antonieta; juguete cómico-lírico en un acto y en verso. Barcelona, Impr. de S. Manero, 1871.
- Cuentan de un sabio que un día ... Pasillo lírico en un acto y en verso. Barcelona, Estab. tip. de Miret, 1878.
- El viaje de las cien doncellas; zarzuela bufa en dos actos y en verso. Barcelona, Estab. tip. de N. Ramírez, 1873.
- El mejor abrazo; episodio en un acto y en verso. Barcelona, Impr. de S. Manero, 1873.
- ¡Soledad! Juguete cómico en un acto y en verso. Madrid, Impr. de J. Rodríguez, 1868.
- El vino de Valdepeñas; drama en tres actos y en verso. Barcelona, Impr. S. Manero, 1872.
- A noventa días vista: juguete en un acto y en verso. Zaragoza [s.n.] 1867.
- Refugium peccatorum, pieza en un acto manuscrita.
- Celso Canillejas, zarzuela manuscrita de 1879.

### Novelas
- ¡¡Suicida!! : novela fisiológico-filosófica-original Barcelona: J. Miret, 1879.
- Voluptas: estudio de malas costumbres (1879).

### Varios
- La Cortina Descorrida. Cuadros de costumbres teatrales íntimas y generalmente poco conocidas. Estudio que bien pudiera haberse publicado con este título: De Telón Adentro, por narrarse en él, todos cuantos actos se relacionan con las vidas del actor, del autor, del empresario y otros tipos que dependen del teatro, Barcelona: Miret, 1880.
- El arte de hacer milagros... Barcelona, Establecimiento tipográfico-editorial de José Miret, 1879.
- Agenda culinaria para 1896: libro de la compra con minutas y recetas para cada uno de los días del año, 1896.
- ¡¡Ladrones!! Método para evitarlos, 1879.
- Tablas rápidas, método sencillísimo para efectuar con la mayor brevedad, por medio de una sola operación de sumar, toda clase de cálculos relativos al importe de los algodones en rama, desde el precio de un diez y seisavo de peso, hasta ochenta pesos sencillos el quinto catalán 1863.

### Divulgación
- Los peligros del amor, de la lujuria y el libertinaje en el hombre, en la mujer (1874)
- El culto al falo y a las demás divinidades presidentes a la generación entre los antiguos y los modernos (1875)
- Fisiología de la noche de bodas (1875)
- Historia del libertinaje desde la antigüedad más remota hasta nuestros días (1875)
- De la virginidad física o anatómica y de la que podría llamarse patológica, anormal o falsa (1876)
- El sexto no fornicar (1880)
- Extravíos secretos del bello sexo. Estudio médico-popular (1882)
- Fisiología de la noche de bodas.  Misterios del lecho conyugal [etc.] seguido de un estudio del célebre Dr. A. Tardieu, de suma utilidad para la práctica de la medicina legal en cuestiones de violación (estupro) y atentados contra el pudor, con dos grabados representando los órganos sexuales externos de la mujer en sus estados de virginidad y desfloración (1892).

### Antologías de poesía epigramática, humorística y erótica
- Museo epigramático o colección de los más festivos epigramas (1864)
- Venus picaresca. Nuevo ramillete de poesías festivas dedicadas a la juguetona musa de nuestros vates (1881)
- Venus retozona (1872)
- Flores varias del Parnaso (1876)
- Juguetes y travesuras de ingenio de D. Francisco de Quevedo Villegas (1876)